# Club Balonmano Pedro Alonso Niño
El PAN de Moguer  es un equipo de balonmano de Moguer (Huelva) España. Fundado en 1972, actualmente milita en Primera Nacional tras su paso en la temporada 09/10 por División de Honor B. Lleva su nombre en homenaje al célebre marinero moguereño Pedro Alonso Niño.

## Historia
Inició su andadura como equipo con la denominación de "Moguer OJE", consiguiendo rápidamente los primeros títulos provinciales. En la temporada 1975-1976 consiguió su primer ascenso a la primera división nacional en la que estuvo una sola temporada debido a las dificultades económicas y la falta de instalaciones adecuadas en la provincia para jugar en la categoría. Sin embargo el equipo fue creciendo como club, creando equipos campeones en todas las categorías.
En la temporada 1980-81 vuelve a la primera división nacional, en la que permaneció hasta la temporada 1987-88, a pesar de no disponer aún de un Pabellón apto para la disputa de los partidos. En este periodo estuvo a punto de ascender a División de Honor Plata.
En el año 1991, y una vez inaugurado el pabellón cubierto Zenobia, en el polideportivo municipal, el equipo volvió a primera división nacional, en la que ha permanecido hasta la temporada 08/09, temporada en la cual consiguió ascender, por primera vez en sus cerca de cuatro décadas de vida, a la División de Honor Plata. En la liga regurar ocupó la primera plaza, y posteriormente superó las dos fases de ascenso en Torrelavega, Cantabria. 
En la siguiente temporada, 09/10, el equipo no logra mantenerse pese a las importantes victorias locales, finalizando en la posición 14, y descendiendo a Primera Nacional. En la temporada 2010-2011 el equipo logró de nuevo la clasificación para la fase de ascenso de Gijón, a la División de Honor B, aunque no pudo conseguir el ascenso. En las siguientes temporadas el equipo ha militado en la primera división nacional. En la temporada 2014-2015 el equipo logró otra vez la clasificación para la fase de ascenso, a la División de Honor B, aunque no pudo conseguir el ascenso.
El club promovió en 1972 el I Torneo Internacional de Balonmano "Ciudad de Moguer", decano este, de los torneos de Balonmano en España.  Ha participado, a lo largo de los años, los mejores equipos españoles de la División de Honor y de otros países. De igual manera, en el año 1992, puso en marcha el I campeonato de balonmano playa, que se disputa anualmente en las playas de Mazagón. También organizó la Copa ASOBAL 1992 y en 1998 el III campeonato de España de balonmano playa.
Una de las características principales del club es el cuidado de la cantera de la que ha salido jugadores que han militado en los más importantes equipos de la División de Honor y en las diversas categorías de la Selección nacional, entre los que cabe destacar a José Manuel Sierra Méndez. El club ha conseguido un merecido reconocimiento, por el que ha sido galardonada en repetidas ocasiones por la R.F.E. de Balonmano, la Junta de Andalucía, la Diputación de Huelva, la Asociación de la Prensa de Huelva y la Federación Andaluza de Balonmano, entre otros.

## Equipo filial
El club cuenta con un segundo equipo sénior compuesto fundamentalmente por jugadores de la cantera. En la temporada actual milita en la categoría 1.ª territorial andaluza gracias al ascenso logrado en la temporada 09/10.